# Expedition Vittfarne
Expedition Vittfarne 2004 var en vetenskaplig expedition i vikingahövdingen Ingvar den vittfarnes kölvatten. Det huvudsakliga syftet med Expedition Vittfarne var att testa Ingvarstågets eventuella färdväg genom Transkaukasien med en replik av en lämplig farkost från vikingatiden. Målet var också att befrämja kunskapen om vikingatida färder på floderna i öster samt att skapa mellanfolkliga kontakter med länderna i Transkaukasien.

## Bakgrund
Bakgrunden för Expedition Vittfarne är en av Sveriges första kända historiska händelser, Ingvar den vittfarnes österledsfärd omkring år 1040, som finns omtalad på närmare ett trettiotal runstenar i Mellansverige och i en isländsk saga. Arkeologidocenten Mats G. Larsson från Lunds universitet har skildrat färden i sin bok Ett ödesdigert vikingatåg.
Källorna berättar att det i början av 1040-talet kom en styrka med varjager, det vill säga skandinaver, till den lilla orten Bashi intill floden Rioni i Georgien.
De uppges i den gamla Georgiska krönikan/Livet i Kartli (Kartlis tskhovreba) ha varit ca. 3000 man och de hade förmodligen rott uppför floden efter att ha seglat österut på Svarta havet, troligen från Dneprs mynning. Efter en överenskommelse med den georgiske kungen Bagrat fortsatte ca. 700 av dem längre in i landet, där de deltog i ett slag mot kungens fiender vid Sasiretis strandskog, utanför Kaspi, några mil väster om Tbilisi. Trots hjälpen förlorade kungen slaget och flydde. Efter en överenskommelse med den fientliga styrkan återvände varjagerna västerut varefter de försvinner ur historien. Både det geografiska området, händelseförloppet och tidsperioden gör det troligt att berättelsen i den georgiska krönikan är ett spår efter Ingvar den vittfarnes expedition.[källa behövs]

## Expeditionen
Expeditionen genomfördes av Föreningen Vittfarne. Föreningen skapades 2003 med huvudsyfte att planera och administrera expeditionen. Efter Expedition Vittfarne 2004 utökades föreningens syften till att befrämja kunskap om vikingatidens resor till lands och till sjöss. 
Håkan Altrock var expeditionsledare och han har även byggt Himingläva, den rekonstruktion av en vikingabåt som användes under resan. Vetenskapligt ansvarig för expeditionen var arkeologidocenten Mats G. Larsson.
Denna expedition kan ses som en fortsättning på de tidigare expeditioner som ägde rum 1994 och 1996. Dessa genomfördes med vikingabåten Aifur från Sigtuna genom Ryssland och Ukraina till Dneprs mynning i Svarta havet.
Expedition Vittfarne har även bidragit till att skapa ett nätverk som utgör grunden för samarbetsprojekt mellan svenska och georgiska forskare och arkeologer. Grunden till detta är de spår som marinarkeolog Gunilla Larsson ansåg kunde vara lämningar efter Ingvarståget. Expedition Vittfarne uppmärksammades i media både före, under och efter expeditionen, En vetenskaplig slutrapport har också skrivits av expeditionens ledare Håkan Altrock.
Föreningen Vittfarnes nästa projekt är Expedition Vinland. Föreningen stödjer aktivt byggandet av en vikingatida knarr och avser [när?]att genomföra en vetenskaplig expedition till Kanada under, så långt det går, samma betingelser som på vikingatiden. Syftet är att inventera troliga platser för de i de Isländska sagorna omnämnda länderna Helluland, Markland och Vinland.